# Ànec arbori clapejat
L'ànec arbori clapejat(Dendrocygna guttata) és una espècie d'ocell de la família dels anàtids (Anatidae) que habita aiguamolls i màrgens de llacs i llacunes a les illes filipines de Mindanao, Basilan i Joló, Sulawesi, les Moluques, Tanimbar, Kai, Aru, Nova Guinea i l'Arxipèlag de Bismarck.